# اشتاینباخ ام اترزی
اشتاینباخ ام اترزی (به آلمانی: Steinbach am Attersee) یک منطقهٔ مسکونی در اتریش است که در ناحیه وکلابروک واقع شده‌است. اشتاینباخ ام اترزی ۶۲ کیلومتر مربع مساحت دارد ۵۰۹ متر بالاتر از سطح دریا واقع شده‌است.